# 33537 Doungnga
33537 Doungnga è un asteroide della fascia principale. Scoperto nel 1999, presenta un'orbita caratterizzata da un semiasse maggiore pari a 2,7231278 UA e da un'eccentricità di 0,0622954, inclinata di 0,81163° rispetto all'eclittica.